# Haveaffald
Haveaffald er den rest af sten, jord og plantedele, der bliver til overs i forbindelse med dyrkning, høst eller renovering af haven. Det, som ikke kan komposteres eller på anden måde recirkuleres, må derfor fjernes fra haver, parker og tilsvarende beplantede områder.
Typisk er der tale om fældede eller beskårne træer og buske, nedfaldne blade, frugter og bær, afklippet græs, blomster og rødder. Ofte (men ikke i alle kommuner) kan man aflevere disse ting i papirsække.
Haveaffald omfatter – fra haveejerens synspunkt – også ting som havefliser, plankeværk, jord, plastsække, gadeopfej, sten eller urtepotter, men disse emner kan ikke afleveres som "haveaffald" hos de kommunale modtagestationer. I stedet må dette affald klassificeres som "blandet affald", der bliver behandlet meget mere strikst af myndighederne
De fleste steder indsamler kommunerne haveaffald, og dette neddeles som regel til kompost.